# Weitere Abenteuer der Familie Robinson in der Wildnis
Weitere Abenteuer der Familie Robinson in der Wildnis ist ein Abenteuerfilm, der 1978 von Frank Zuniga inszeniert wurde.
Es ist der zweite Film nach Die Abenteuer der Familie Robinson in der Wildnis (1975). Mit Noch mehr Abenteuer der Familie Robinson in der Wildnis wurde ein weiterer Film im Jahr 1979 als Fortsetzung gedreht.

## Handlung
Es ist ein halbes Jahr her, seit Familie Robinson in die entlegene Wildnis am Rande von Los Angeles gezogen ist.
Wenige Wochen vorher hatten sie sich entschieden dort zu bleiben und ihr Leben in der Wildnis fortzusetzen.
Und auch diesmal warten wieder viele Abenteuer und Gefahren auf die Familie.
Ein Vielfraß reißt eines Nachts sämtliche Hühner der Familie. Doch es kommt noch schlimmer. Als der Winter mit aller Macht in den Bergen Einzug hält statten auch einige Wölfe der Familie ihren Besuch ab. Und der Vielfraß wird abermals aktiv: Es macht sich im Vorratshäuschen, wo die Fleischnahrung aufbewahrt wird ans Werk und markiert alle Stücke. Dadurch wird die Nahrung selbst für Wölfe und Menschen ungenießbar.
Um zu überleben, muss Skip neue Nahrung heranschaffen und geht gemeinsam mit seinem Sohn auf die Jagd. Sie erlegen einen Elch und bringen das Tier in Teile zerlegt nach Hause.
Eines Tages sind die Wölfe erneut in der Nähe, als Skip mit den Kindern am Ufer eines Sees unterwegs ist. Die Wölfe jagen auf die Kinder zu, die gerade mit dem Hund Kress und einem Schlitten den Heimweg antreten bzw. voraus gehen. Bei der Flucht bricht Toby ins Eis und kann nur mit Mühe von seinem Vater und Jenny gerettet werden. Währenddessen vertreibt Kress die Wölfe.
Wenig später feiert die Familie Weihnachten zusammen und unerwartet trifft auch Boomer ein, der ein paar Tage bei den Robinsons bleibt.
Als er sich später verabschiedet, begleiten ihn die Kinder ein Stück des Weges. Beim zurücklaufen nach Hause geraten sie vom Weg ab und verlaufen sich in der Wildnis. Als die Dunkelheit hereinbricht, sehen die Kinder keinen anderen Ausweg, um in der Wildnis zu übernachten. Sie bauen sich eine Schneehöhle und verbringen darin die Nacht.
Am nächsten Morgen werden sie von ihrem Vater und dem Hund zufällig entdeckt, die sich auf die Suche gemacht haben.
Wohlbehalten kann Skip seine Kinder nach Hause bringen. Dort hat Pat die ganze Nacht fast schlaflos zugebracht und sich Sorgen gemacht. Dies lässt sie auch Skip spüren.
Skip bemerkt, dass seine Frau nur mühsam in den letzten Stunden und Tagen mit dem Leben in der Wildnis zurechtkommt. Zudem wird Pat krank und bekommt eine Lungenentzündung, die sich verschlimmert. Die Lage wird durch den Ausfall des Funkgerätes noch erheblich prekärer.
Er weiß, dass er jetzt handeln muss, wenn Pat noch eine Chance auf Heilung haben will. So macht er sich auf, um Hilfe zu holen.
Von unterwegs beobachtet er auf einem Felsen, dass über dem Blockhaus ein Feuer lodert, dass die Kinder entfacht haben, um die herumstreunenden Wölfe, die bis aufs Dach gestiegen sind, zu verscheuchen. So kehrt er um, um zu sehen, was passiert ist.
Da nähert sich auf einmal ein Hubschrauber. Ein Freund der Familie, der auch Arzt ist, hat sich aus Sorge um den unbeantworteten Funkkontakt, der seit Tagen nicht zu Stande kam, aufgemacht, um die Lage zu inspizieren.
In der deutschen Blu-ray Fassung von 2013 ist dagegen zu sehen, dass während des Angriffs der Wölfe eine Feuersbrunst ausbricht, nachdem der Waschbär die Petroleumlampe umgeworfen hat. Das Feuer breitet sich über den Boden und die Gardinen zur Decke aus. Durch ein Loch im Dach dringt später hinreichend viel Schnee ein, so dass der Brand gelöscht wird.